# Ed Solomon
Edward „Ed“ Solomon (* 15. September 1960 in Saratoga, Kalifornien) ist ein US-amerikanischer Drehbuchautor, Filmproduzent und Regisseur.

## Leben
Nach seinem Abschluss an der Saratoga High School 1978 besuchte er von 1978 die UCLA, wo er 1982 in Wirtschaft graduierte. Anschließend reiste er eine kurze Zeit als Stand-Up-Comedian durchs Land, bevor er im Autorenteam der ABC-Sitcom Laverne & Shirley landete und 3 Episoden für die Serie schrieb. Nach einem Zwischenstopp bei der Serie It’s Garry Shandling’s Show schuf er mit Chris Matheson die Charaktere Bill & Ted und 1989 den ersten Langspielfilm Bill & Teds verrückte Reise durch die Zeit. Nach der Fortsetzung Bill & Ted’s verrückte Reise in die Zukunft war Solomon hauptsächlich für Mainstreamfilme und Studioproduktionen mit mehreren Drehbuchautoren tätig, wo er teilweise nicht mal in den Credits erwähnt wurde. So sollte er ursprünglich das Drehbuch zu X-Men schreiben. Auch für 3 Engel für Charlie wurde er als erster in einer Reihe von Drehbuchautoren engagiert. Die Eröffnungsszene war die einzige Szene, die im Film anschließend verwendet wurde.
Mit Levity erschien 2003 sein Regiedebüt mit einer Geschichte über einen Mann, der nach 22 Jahren Gefängnis in seinem Heimatort um Vergebung für seine Taten bittet. Bereits während seines Studiums an der UCLA arbeitete er für die Studentenorganisation Prison Coalition, die Jugendliche in Hochsicherheitsgefängnissen unterrichtet. Für diese arbeitete er in einem Gefängnis in San Fernando Valley. Bei seinem Unterricht traf er einen 18-jährigen verurteilten Mörder, der immer ein Foto von seinem Opfer mit sich trug. Dieses Bild konnte Solomon über die Jahre nie wieder vergessen, sodass er 1986 begann, dies aufzuschreiben. Doch nach 40 Seiten Schreibarbeit fiel ihm auf, dass es mehr einer Komödie ähnelte, als einem Drama. Auch bei seinem zweiten Versuch 1991 hörte er nach 50 Seiten wieder auf, da es sich nicht richtig anfühlte. Erst 1996 konnte er das Drehbuch beenden. Anschließend war er vier Jahre lang beschäftigt die Finanzierung für den Film sicherzustellen.
Solomon war von 1995 bis 2011 mit der englisch-amerikanischen Schauspielerin Cynthia Cleese verheiratet, aus der Beziehung gingen zwei Kinder hervor.

## Filmografie (Auswahl)
- 1982–1983: Laverne & Shirley (Fernsehserie, 3 Episoden)
- 1987–1989: It’s Garry Shandling’s Show (Fernsehserie, 8 Episoden)
- 1989: Bill & Teds verrückte Reise durch die Zeit (Bill & Ted’s Excellent Adventure)
- 1991: Bill & Ted’s verrückte Reise in die Zukunft (Bill & Ted’s Bogus Journey)
- 1992: Mom und Dad retten die Welt (Mom and Dad Save the World)
- 1993: Super Mario Bros.
- 1997: Men in Black
- 2000: 3 Engel für Charlie (Charlie’s Angels)
- 2000: Good Vibrations – Sex vom anderen Stern (What Planet Are You From?)
- 2003: Ein ungleiches Paar (The In-Laws)
- 2003: Levity
- 2009: Zuhause ist der Zauber los (Imagine That)
- 2013: Die Unfassbaren – Now You See Me (Now You See Me) (als Drehbuchautor)
- 2016: Die Unfassbaren 2 (Now You See Me 2)
- 2020: Bill & Ted retten das Universum (Bill & Ted Face the Music)
- 2021: No Sudden Move

## Auszeichnungen
Saturn Award
- 1998: Nominierung für das Beste Drehbuch für Men In Black